# Томастон (Алабама)
Томастон (англ. Thomaston) — місто (англ. town) в США, в окрузі Маренго штату Алабама. Населення — 326 осіб (2020).

## Географія
Томастон розташований за координатами 32°16′6″ пн. ш. 87°37′25″ зх. д. / 32.26833° пн. ш. 87.62361° зх. д. (32.268277, -87.623706). За даними Бюро перепису населення США в 2010 році місто мало площу 5,21 км², уся площа — суходіл.

## Демографія
Згідно з переписом 2010 року, у місті мешкало 417 осіб у 167 домогосподарствах у складі 114 родин. Густота населення становила 80 осіб/км². Було 224 помешкання (43/км²).
Расовий склад населення:
| - 53,2 % — чорних або афроамериканців - 44,1 % — білих - 1,4 % — корінних американців - 0,5 % — азіатів |

До двох чи більше рас належало 0,7 %. Частка іспаномовних становила 0,2 % від усіх жителів.
За віковим діапазоном населення розподілялося таким чином: 26,6 % — особи молодші 18 років, 56,6 % — особи у віці 18—64 років, 16,8 % — особи у віці 65 років та старші. Медіана віку мешканця становила 41,1 року. На 100 осіб жіночої статі у місті припадало 90,4 чоловіків; на 100 жінок у віці від 18 років та старших — 84,3 чоловіків також старших 18 років.
Середній дохід на одне домашнє господарство становив 49 062 долари США (медіана — 48 523), а середній дохід на одну сім'ю — 58 590 доларів (медіана — 54 375). Медіана доходів становила 41 250 доларів для чоловіків та 28 750 доларів для жінок. За межею бідності перебувало 18,3 % осіб, у тому числі 22,5 % дітей у віці до 18 років та 23,8 % осіб у віці 65 років та старших.
Цивільне працевлаштоване населення становило 93 особи. Основні галузі зайнятості: освіта, охорона здоров'я та соціальна допомога — 32,3 %, публічна адміністрація — 18,3 %, будівництво — 12,9 %, виробництво — 10,8 %.